# دودوویتسا
دودوویتسا (به صربی: Dudovica) یک منطقهٔ مسکونی در صربستان است که در بلگراد واقع شده‌است. دودوویتسا ۹٫۴۷ کیلومتر مربع مساحت و ۷۰۱ نفر جمعیت دارد و ۱۴۶ متر بالاتر از سطح دریا واقع شده‌است.